# Trojan (Bulgaria)
Trojan o Troian (in bulgaro Троян?) è una città della Bulgaria centrale con una popolazione di circa 27 000 persone ed un territorio di 888,5 m2. È posizionata a 160 Km da Sofia. Il più vicino aeroporto civile è Gorna Orjahovica, a 150 km di distanza.

## Località
Il comune è formato dall'insieme delle seguenti località:
- Trojan
- Baba Stana
- Balabansko
- Balkanec
- Beli Osăm
- Beliš
- Borima
- Vrabevo
- Gabarska
- Goljama Željazna
- Gorno trape
- Gumoštnik
- Debnevo
- Dobrodan
- Dolna Margatina
- Drjanska
- Dălbok dol
- Žeravica
- Židov dol
- Ivanšnica
- Kalejca
- Kalčevska
- Lakarevo
- Leško presoi
- Lomec
- Milenča
- Orešak
- Patreško
- Radoevskoto
- Rajkovska
- Selce
- Staro selo
- Stojnovskoto
- Strugut
- Terzijski
- Černi Osăm
- Čiflik
- Šipkovo

## Amministrazione

### Gemellaggi
Trojan è gemellata con queste città: 
- Ellwangen
- Jingdezhen
- Kashira
- Vignot
- Pern